# Fun House
Fun House je druhé studiové album americké rockové skupiny The Stooges. Vydala jej v červenci roku 1970 společnost Elektra Records, která publikovala i předešlé album. Producentem alba byl Don Gallucci. Vedle členů kapely se na desce podílel také saxofonista Steve Mackay, který později byl také jejím členem (2003–2015).

## Seznam skladeb
Autory všech skladeb jsou Iggy Pop, Dave Alexander, Ron Asheton a Scott Asheton.
1. „Down on the Street“ – 3:42
2. „Loose“ – 3:33
3. „T.V. Eye“ – 4:17
4. „Dirt“ – 7:00
5. „1970“ – 5:14
6. „Fun House“ – 7:45
7. „L.A. Blues“ – 4:52

## Obsazení
The Stooges
- Iggy Pop – zpěv
- Ron Asheton – kytara
- Dave Alexander – baskytara
- Scott Asheton – bicí

Ostatní
- Steve Mackay – saxofon
- Don Gallucci – varhany